# 草笛美子
草笛 美子（くさぶえ よしこ、1909年8月31日 - 1977年10月29日）は、日本の女優で、元宝塚歌劇団娘役のタカラジェンヌで宝塚歌劇団卒業生。
本名は朽木 綱子（くつき つなこ）。鳥取県出身。宝塚歌劇団時代の愛称はくっちゃん（由来は本姓の「朽木」より）。姪は草笛雅子。

## 略歴
- 1926年、大阪市立高等女学校（後の大阪市立扇町高等学校）卒業後[2]に宝塚歌劇団16期生として宝塚音楽歌劇学校（後の宝塚音楽学校）に入学し、宝塚少女歌劇団（後の宝塚歌劇団）に入団[3]。当時は入学イコール入団で学校と劇団は一体であった。

- 1927年9月、花組公演『モン・パリ』で初舞台。

- 1940年、宝塚歌劇団を退団[3]。

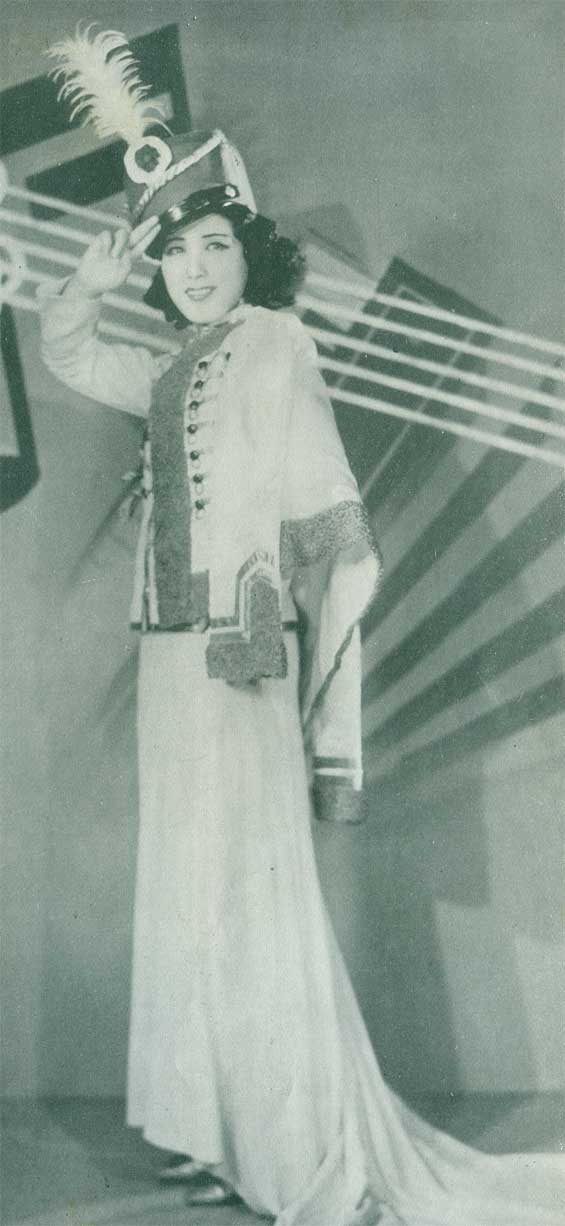
1936年（昭和11年）

- 退団後は、藤原歌劇団へ入団するほか、女優としても活動、映画にも多く出演している。また、自分の劇団も創設している。

- 1977年10月29日、68歳で没した。

- 2014年、宝塚歌劇団創立100周年を記念して設立された『宝塚歌劇の殿堂』の最初の100人のひとりとして殿堂入り[4][5]。

## 逸話
- オペラ歌手志望で、東京音楽学校を目指していた。
- 作家の谷崎潤一郎がファンだった。
- 晩年は阪急今津線宝塚南口駅の駅ビルに店を持ち、歌劇団関係者とともに交流を持っていた。

## 宝塚歌劇団時代の主な舞台出演
- 『モン・パリ』（花組）（1927年9月1日 - 9月30日、宝塚大劇場）
- 『モン・パリ』（雪組）（1928年7月1日 - 7月31日、宝塚大劇場）
- 『シンデレラ』- シンデレラ（花組）（1929年10月1日 - 10月31日、宝塚大劇場）
- 『ブロードウェイ』（花組）（1930年1月1日 - 1月31日、宝塚大劇場）
- 『パリゼット』（宝塚大劇場）
- 『セニョリータ』（月組）（1931年1月1日 - 1月31日、宝塚大劇場）
- 『ローズ・パリ』（1931年、宝塚大劇場）
- 『サルタンバンク』（月組）（1932年2月1日 - 2月29日、宝塚大劇場）
- 『巴里ニューヨーク』（花組）（1933年1月1日 - 1月31日、宝塚大劇場）
- 『花詩集』（1933年、宝塚大劇場）
- 『トウランドット姫』- トウランドット（月組）（1934年3月26日 - 4月30日、宝塚大劇場）
- 『トウランドット姫』- トウランドット（花組）（1934年5月1日 - 5月31日、宝塚大劇場）
- 『青春』（月組）（1934年11月1日 - 11月30日、宝塚大劇場）
- 『美しき千萬長者』（月組）（1935年2月1日 - 2月28日、中劇場）
- 『愛と企み』（雪組）（1935年7月1日 - 7月31日、宝塚大劇場）
- 『アルペン・ローゼ』（花組）（1936年5月1日 - 5月31日、宝塚大劇場）
- 『佐保姫』『サーカス』（星組）（1937年2月7日 - 2月21日、中劇場）
- 『歌へモンパルナス』（星組）（1937年9月1日 - 9月30日、宝塚大劇場）
- 『忘れじの歌』（星組）（1938年1月1日 - 1月31日、宝塚大劇場）
- 『スヰート・メロディ』（星組）（1938年5月1日 - 5月31日、宝塚大劇場）
- 『三つのワルツ』- ファンニ／イヴェット／イレーヌ（花組）（1938年8月1日 - 8月31日、宝塚大劇場）
- アメリカ公演（1939年）
- 『我等の旅行記』（月組）（1939年8月26日 - 9月24日、宝塚大劇場）

## 主な映画出演
- 『水滸伝』 - 翠蓮 役（1942年、東宝）
- 『歌ふ狸御殿』- きぬた 役（1942年、大映）
- 『女のたたかひ』（1943年、大映）
- 『春爛漫狸祭』- 満壽妃（1948年、大映）
- 『トンチンカン八犬伝』（1953年、宝塚映画＝東宝）
- 『弥次喜多漫才道中』（1955年、宝塚映画＝東宝）